# جويل مانيان
جويل مانيان هو لاعب كرة قدم ومدرب كرة قدم سويسري في مركز الوسط، ولد في 31 مايو 1971 في سويسرا. لعب مع نادي غراسهوبر زيوريخ ونادي لوغانو ويانغ بويز.

## وصلات خارجية
- جويل مانيان على موقع قاعدة بيانات كرة القدم.إي يو (الإنجليزية)
- جويل مانيان على موقع ناشيونال فوتبول تيمز (الإنجليزية)
- جويل مانيان على موقع عالم كرة القدم.نت (الإنجليزية)